# Thomas Haffa
Thomas Haffa är en tysk affärsman som grundade EM.TV.
I april 2003 fick han böter på 1.200.000 euro.